# TWAP
TWAP (Time-weighted average price, do inglês Preço médio ponderado por tempo), é uma medida de desempenho usada em mercados de capital que mede, como o nome sugere, o preço médio de um determinado ativo financeiro dentro de um período de tempo, sem considerar o volume negociado.

## Usos
Além de ser um benchmark usado por investidores para avaliar seus retornos, o VWAP é usado ainda como uma métrica para robôs de investimento.
Como uma métrica para robôs, o TWAP é usado por algoritmos baseados na divisão de uma ordem grande em ordens menores, de maneira uniforme ao longo de um período de tempo. Implementações mais avançadas adicionam aleatoriedade ao volume negociado em cada período, ou alguma outra métrica a fim de esconder a técnica utilizada.

## Fórmula
O cálculo do TWAP se dá, como o nome sugere, pela média dos preços dos negócios realizados no período:
{\displaystyle P_{\mathrm {VWAP} }={\frac {\sum _{j}{P_{j}}}{\sum _{j}{Q_{j}}}}\,}
Onde:
{\displaystyle P_{j}} é o preço do negócio {\displaystyle j};
{\displaystyle j} são os negócios do período